# Brittney Karbowski
Brittney Karbowski, née le 26 juin 1986 à Sugar Land au Texas, est une actrice de doublage américaine spécialisée dans les versions anglaises des animes japonais.

## Filmographie

### Anime

#### 2004 - 2010
| Année | Titre                        | Rôle               |
| ----- | ---------------------------- | ------------------ |
| 2004  | Chrono Crusade               | Sœur Anna          |
| 2005  | Madlax                       | Nakhl              |
| 2005  | Gilgamesh                    | Fuko Omuro         |
| 2005  | Yumeria                      | Mone,              |
| 2006  | Le Chevalier d'Éon           | Anna Rochefort     |
| 2006  | Jinki: Extend                | Aoba Tsuzaki       |
| 2006  | Pani Poni Dash!              | Himeko Katagiri    |
| 2007  | Air Gear                     | Reng Fa            |
| 2007  | Coyote Ragtime Show          | Franca             |
| 2007  | Itsudatte My Santa!          | Mai,               |
| 2007  | One Piece                    | Apis, Going Merry  |
| 2007  | Red Garden                   | Rose Sheedy        |
| 2007  | Shin-Chan                    | Ryuuko             |
| 2008  | Best Student Council         | Mayura Ichikawa    |
| 2008  | Claymore                     | Riful,             |
| 2008  | Darker than Black            | Kiko Kayanuma,     |
| 2008  | Kanon                        | Ayu Tsukimiya,     |
| 2008  | Ouran High School Host Club  | Hinako Tsuwabuki,  |
| 2008  | Sasami: Magical Girls Club   | Anri Misugi,       |
| 2008  | Shattered Angels             | Ku Shiratori       |
| 2008  | Shuffle!                     | Sia                |
| 2008  | Tokyo Majin                  | Kyoko "Anko" Tohno |
| 2008  | The Wallflower               | Laseine            |
| 2009  | Kiba                         | Roya               |
| 2009  | Druuga no Tuo: Sword of Uruk | Henaro             |
| 2009  | Murder Princess              | Milano             |
| 2009  | Negima!?                     | Anya               |
| 2009  | Save Me! Lollipop            | Nina Yamada        |
| 2010  | Clannad                      | Ryou Fujibayashi   |
| 2010  | Master of Martial Hearts     | Yu Daimonji        |
| 2010  | Sekirei                      | Hikari             |
| 2010  | Soul Eater                   | Black Star,        |

#### 2011 - 2015
| Année | Titre                                                        | Rôle                                     |
| ----- | ------------------------------------------------------------ | ---------------------------------------- |
| 2011  | Angel Beats!                                                 | Yuri Nakamura,                           |
| 2011  | Blue Drop                                                    | Tsubael                                  |
| 2011  | Chaos;Head                                                   | Nanami                                   |
| 2011  | Fullmetal Alchemist: Brotherhood                             | Selim Bradley / Pride,                   |
| 2011  | Heaven's Lost Property                                       | Ikaros,                                  |
| 2011  | Highschool of the Dead                                       | Alice Maresato                           |
| 2011  | Maken-ki!                                                    | Furan Takaki                             |
| 2011  | MM!                                                          | Noa Hiiragi                              |
| 2011  | Needless                                                     | Eve Neuschwanstein                       |
| 2011  | Night Raid 1931                                              | Yukina Sonogi                            |
| 2011  | Phantom ~Requiem for the Phantom                             | Cal "Drei" Devens                        |
| 2012  | A Certain Magical Index                                      | Mikoto Misaka, Last Order, sœurs Misaka, |
| 2012  | B Gata H Kei: Yamada's First Time                            | Yamada,                                  |
| 2012  | Campione!                                                    | Athena                                   |
| 2012  | Ef: A Fairy Tale of the Two                                  | Kei Shindou                              |
| 2012  | Fairy Tail                                                   | Wendy Marvell                            |
| 2012  | Freezing                                                     | Ingrid Bernstein                         |
| 2012  | Hakuoki                                                      | Chizuru Yukimura                         |
| 2012  | Infinite Stratos                                             | Cecilia Alcott,                          |
| 2012  | Is This a Zombie?                                            | Yuki "Tomonori" Yoshida                  |
| 2012  | Shakugan no Shana                                            | Matake Ogata                             |
| 2012  | The World God Only Knows                                     | Kanon Nakagawa, Chihiro Kosaka           |
| 2013  | A Certain Scientific Railgun                                 | Mikoto Misaka                            |
| 2013  | AKB0048                                                      | Orine Aida                               |
| 2013  | Another                                                      | Yukari Sakuragi                          |
| 2013  | Bodacious Space Pirates                                      | Mami Endo                                |
| 2013  | Cat Planet Cuties                                            | Manami Kinjou                            |
| 2013  | Dusk Maiden of Amnesia                                       | Momoe Okonogi                            |
| 2013  | Hiiro no Kakera                                              | Kiyono Takara                            |
| 2013  | Kokoro Connect                                               | Rina Yaegeshi                            |
| 2013  | Maria Holic                                                  | Superviseur du dortoir "God"             |
| 2013  | Nakaimo – My Sister Is Among Them!                           | Miyabi Kannagi                           |
| 2013  | Phi Brain: Puzzle of God                                     | Ana Gram                                 |
| 2013  | Say I Love You                                               | Nagi Kurosawa                            |
| 2013  | We Without Wings                                             | Ai Kohda                                 |
| 2014  | A Certain Scientific Railgun S                               | Mikoto Misaka, sœurs Mikasa              |
| 2014  | The Ambition of Oda Nobuna                                   | Takenake Hanbe                           |
| 2014  | Chaika - The Coffin Princess                                 | Chaika Bohdan                            |
| 2014  | L'Attaque des Titans                                         | Hitch Dreyse                             |
| 2014  | Diabolik Lovers                                              | Christa, Young Kou,                      |
| 2014  | Fate/kaleid liner Prisma Illya                               | Mimi Katsura                             |
| 2014  | Jormungand                                                   | Schokolade                               |
| 2014  | Problem Children Are Coming from Another World, Aren't They? | Kusakabe Yō                              |
| 2014  | Rozen Maiden Zurücksplen                                     | Suiseiseki                               |
| 2014  | Tamako Market                                                | Anko Kitashirakawa                       |
| 2014  | Upotte!!                                                     | Ichiroku (M16A4)                         |
| 2015  | Beyond the Boundary                                          | Ai Shindo                                |
| 2015  | Black Bullet                                                 | Yuzuki Katagiri                          |
| 2015  | Date A Live                                                  | Kaguya Yamai                             |
| 2015  | Leviathan: The Last Defense                                  | Jormungandr                              |
| 2015  | Love, Chunibyo & Other Delusions                             | Sanae Dekomori                           |
| 2015  | Dog & Scissors                                               | Maxi Akizuki                             |
| 2015  | Magical Warfare                                              | Futaba Ida                               |
| 2015  | Muv-Luv Alternative: Total Eclipse                           | Inia Sestina                             |
| 2015  | Parasyte                                                     | Migi                                     |
| 2015  | Akame Ga Kill                                                | Aria                                     |
| 2015  | Selector Infected WIXOSS                                     | Piruluk                                  |

#### 2016 - présent
| Année | Titre                                                                             | Rôle                            |
| ----- | --------------------------------------------------------------------------------- | ------------------------------- |
| 2016  | Cross Ange                                                                        | Vivian                          |
| 2016  | Dennō Coil                                                                        | Fumie Hashimoto                 |
| 2016  | Shimoneta                                                                         | Otome Saotome                   |
| 2016  | Hanayamata                                                                        | Sachiko Yamanoshita             |
| 2016  | Wizard Barristers                                                                 | Cecil Sudo                      |
| 2016  | Monster Hunter Stories: Ride On                                                   | Lute                            |
| 2016  | Trinity Seven                                                                     | Selina Sherlock                 |
| 2017  | Valkyrie Drive                                                                    | Meifon                          |
| 2017  | Alice & Zoroku                                                                    | Asahi Hinagiri                  |
| 2017  | Amagi Brilliant Park                                                              | Shiina Chujo                    |
| 2017  | Chihayafuru                                                                       | Nayuta Amakusu/Nene Hayasaka,   |
| 2017  | Classroom of the Elite                                                            | Chiaki Matsushita               |
| 2017  | Food Wars!: Shokugeki no Soma                                                     | Hisako Arato                    |
| 2017  | Gamers!                                                                           | Karen Tendō                     |
| 2017  | Gate                                                                              | Lelei La Lalena                 |
| 2017  | KanColle                                                                          | Sendai                          |
| 2017  | Monster Musume                                                                    | Papi                            |
| 2017  | School-Live!                                                                      | Yuki Takeya                     |
| 2017  | Space Patrol Luluco                                                               | Luluco                          |
| 2017  | Squid Girl                                                                        | Kiyomi Sakura                   |
| 2017  | Ushio and Tora                                                                    | Yu/Omamori/ Tokisaka/Lei Xia    |
| 2017  | WorldEnd                                                                          | Ithea-Myse-Valgulious           |
| 2017  | Tanaka-Kun is Always Listless                                                     | Rino Tanaka                     |
| 2018  | Angels of Death                                                                   | Eddie                           |
| 2018  | Anonymous Noise                                                                   | Young Yuzu                      |
| 2018  | Armed Girl's Machiavellism                                                        | Koharu Narukami                 |
| 2018  | Bloom Into You                                                                    | Koyomi Kanou                    |
| 2018  | Doreiku                                                                           | Machi Machiya                   |
| 2018  | Flip Flappers                                                                     | Papika                          |
| 2018  | Haikyu!!                                                                          | Hitoka Yachi                    |
| 2018  | My Hero Academia                                                                  | Camie Utsushimi                 |
| 2018  | Hitorijime My Hero                                                                | Ryoko, Young Kensuke            |
| 2018  | Land of the Lustrous                                                              | Zircon                          |
| 2018  | Made in Abyss                                                                     | Nanachi                         |
| 2018  | Revue Starlight                                                                   | Karen Aijo                      |
| 2018  | Scum's Wish                                                                       | Noriko "Moka" Kamomebata        |
| 2018  | The Seven Heavenly Virtues                                                        | Metatron                        |
| 2018  | That Time I Got Reincarnated as a Slime                                           | Rimuru Tempest                  |
| 2018  | UQ Holder!                                                                        | Tota                            |
| 2019  | A Certain Scientific Accelerator                                                  | Last Order, sœurs Misaka        |
| 2019  | Boogiepop and Others                                                              | Rika                            |
| 2019  | Ensemble Stars!                                                                   | Hajime Shino                    |
| 2019  | Hakumei and Mikochi                                                               | Hakumei                         |
| 2019  | Just Because!                                                                     | Ena Komiya                      |
| 2019  | Kämpfer                                                                           | Akane Mishima                   |
| 2019  | Love Stage!!                                                                      | Kasumi Shino/Gaga-Ruru          |
| 2019  | Mitsuboshi Colors                                                                 | Kotoha                          |
| 2019  | Waiting in the Summer                                                             | Remon Yamano                    |
| 2019  | Assassins Pride                                                                   | Melida Angel                    |
| 2019  | Ahiru no Sora                                                                     | Sora Kurumatani (jeune)         |
| 2019  | To Love Ru                                                                        | Mikan Yuuki                     |
| 2019  | O Maidens in Your Savage Season                                                   | Kazusa Onodera                  |
| 2020  | Sorcerous Stabber Orphen                                                          | Volkan                          |
| 2020  | BanG Dream!                                                                       | Rokka Asahi                     |
| 2020  | Bofuri: I Don't Want to Get Hurt, so I'll Max Out My Defense                      | Kanade                          |
| 2020  | The Pet Girl of Sakurasou                                                         | Yūko Kanda                      |
| 2020  | Peter Grill and the Philosopher's Time                                            | Mitchi                          |
| 2020  | Rifle is Beautiful                                                                | Hikari Kokura                   |
| 2020  | Gleipnir                                                                          | Claire Aoki                     |
| 2021  | Kandagawa Jet Girls                                                               | Emily Orange                    |
| 2021  | Combatants Will Be Dispatched!                                                    | Grimm                           |
| 2021  | Mother of the Goddess' Dormitory                                                  | Koshi Nagumo                    |
| 2021  | Kakegurui                                                                         | Runa Yomozuki                   |
| 2021  | Shikizakura                                                                       | Kakeru Miwa (enfant)            |
| 2022  | Tribe Nine                                                                        | Saori Arisugawa                 |
| 2022  | Sabikui Bisco                                                                     | Tirol Ōchagama                  |
| 2022  | The Executioner and Her Way of Life                                               | Menou (jeune)                   |
| 2022  | Iroduku: The World in Colors                                                      | Asagi Kazeno                    |
| 2022  | The Slime Diaries: That Time I Got Reincarnated as a Slime                        | Limule Tempest (Rimuru Tempest) |
| 2022  | Black Summoner                                                                    | Ange                            |
| 2023  | The Eminence in Shadow                                                            | Shelly Barnett (Sherry Barnett) |
| 2023  | Ningen Fushin: Adventurers Who Don't Believe in Humanity Will Save the World (en) | Karan (Curran)                  |
| 2023  | Mobile Suit Gundam: The Witch from Mercury                                        | Chuatury                        |
| 2023  | Farming Life in Another World                                                     | Lease (Lees)                    |

### Films d'animation
| Année | Titre                   | Rôle                         |
| ----- | ----------------------- | ---------------------------- |
| 2011  | Summer Wars             | Yuhei Jinnouchi              |
| 2012  | Gintama: The Movie      | Tetsuko Murata, Kyubei Yagyu |
| 2013  | Colorful                | Shoko Sano                   |
| 2016  | The Boy and the Beast   | Jirōmaru (jeune)             |
| 2021  | Gintama: The Very Final | Kyubei Yagyu                 |

### Live-action
| Année | Titre              | Rôle               |
| ----- | ------------------ | ------------------ |
| 2011  | Puncture           | Susie              |
| 2013  | The Starving Games | Fille au sac à dos |

## Ludographie
| Année | Titre              | Rôle         |
| ----- | ------------------ | ------------ |
| 2017  | Onigiri            | Ibaraki-doji |
| 2017  | Akiba's Beat       | Pinkun       |
| 2021  | World's End Club   | Chuko        |
| 2021  | Tales of Luminaria | Charles      |
| 2023  | Fire Emblem Engage | Citrinne     |
| 2023  | Fire Emblem Heroes | Citrinne     |